# Paul Simonis
Paul Simonis (Leidschendam-Voorburg, 14 de fevereiro de 1985) é um técnico de futebol neerlandês. Atualmente treina o VfL Wolfsburg.

## Carreira
Sem experiência como jogador, Simonis iniciou a carreira na base do Sparta Rotterdam, onde trabalhou por 15 anos (2005 a 2020). Foi também auxiliar-técnico no Go Ahead Eagles por 2 temporadas e no Heerenveen (2022 a 2024)
Voltou ao Go Ahead Eagles em 2024, desta vez como treinador do time principal, após a saída de René Hake. Em sua primeira temporada como técnico, levou a equipe de Deventer ao título da Copa dos Países Baixos, vencendo o AZ Alkmaar na decisão por pênaltis, encerrando um período de 92 anos sem títulos de expressão.

## Títulos
Go Ahead Eagles
- Copa dos Países Baixos: 2024–25[5]